# Adrian Ungur
Adrian Ungur (n, 22 de enero de 1985 en Piteşti, Rumania) es un exjugador de tenis rumano.

## Carrera
Comenzó a jugar tenis a los ocho años. Su brazo hábil es el derecho y utiliza el revés a una sola mano. Habla rumano, italiano e inglés. Su superficie favorita es la tierra batida. Representa Rumania en la Copa Davis y reside en Florencia, Italia donde es entrenado junto a Filippo Volandri por Fabrizio Fanucci.
Su ranking individual más alto logrado en el ranking mundial ATP, fue el n.º 79 el 11 de junio de 2012. Mientras que en dobles alcanzó el puesto n.º 156 el 19 de enero de 2015.
Hasta el momento ha obtenido 14 títulos de la categoría ATP Challenger Series, ocho de ellos fueron en la modalidad de individuales y los seis restantes en la de dobles.

### 2011
Clasificó para los torneos de Torneo de Acapulco (perdió ante David Ferrer en primera ronda), Torneo de Belgrado (perdió ante Novak Djokovic en segunda ronda). Representó a Rumania vs Equipo de Copa Davis de Argentina en la primera ronda de la Copa Davis 2011, perdiendo sus dos encuentros ante David Nalbandián y Juan Mónaco. No se ha podido calificar para Roland Garros y Wimbledon. Ganó dos títulos ATP Challenger Tour en el Challenger de San Benedetto y Challenger de Manerbio, siendo finalista en el Challenger de Palermo.

### 2012
Terminó Top 125 por primera vez en el N.º 112, cerrando un global en finales challengers de (1-5). Cerró la temporada con el subcampeonato en el ATP Challenger Tour Finals en Brasil (perdiendo ante el argentino Guido Pella en el tercer set). Tuvo un récord de 1-12 en el circuito, siendo su única victoria sobre el ex n.º 3 David Nalbandián en Roland Garros.

### 2013
El n.º 2 rumano (detrás del n.º 76 Victor Hanescu) acumuló un récord de 31-15 partidos y ganó 2 títulos en el circuito Challenger. Ganó los torneos disputados en arcilla, el Challenger de Túnez 2013 en mayo (derrotando en la final a Diego Schwartzman) y en su tierra natal en el Challenger de Arad 2013 en junio (derrotando a su compatriota Marius Copil). También llegó a la final en el Challenger de Trnava, disputado en Eslovaquia (perdiendo la final ante Julian Reister) en septiembre. Cosechó un global en el circuito ATP de 2-9, siendo sus dos victorias obtenidas en la Copa Davis 2013. En cuanto a los torneos Grand Slam, perdió en las primeras rondas del Australian Open (perdió ante Donskoy), Wimbledon (perdió con Paire) y Abierto de EE. UU. (p. Monfils) y en la ronda final de clasificación en Roland Garros (perdió con Steve Johnson). Clasificó para la ATP Challenger Tour Finals 2013 en São Paulo y se fue de 1-2 en el round robin. Compiló unos registros de 2-5 en pista dura, 0-3 en tierra batida, 0-1 en hierba y ganó 204.562 dólares.

### Copa Davis
Desde el año 2010 es participante del Equipo de Copa Davis de Rumania. Tiene en esta competición un récord total de partidos ganados/perdidos de 5/6 (5/6 en individuales y 0/0 en dobles).

## Títulos ATP (1; 0+1)

### Dobles (1)
| Leyenda                         |
| Grand Slam (0)                  |
| ATP Wourld Tour Finals (0)      |
| ATP Masters 1000 World Tour (0) |
| ATP World Tour 500 series (0)   |
| ATP World Tour 250 series (1)   |

| N.º | Fecha               | Torneos  | Superficie    | Pareja       | Oponentes                   | Resultado         |
| --- | ------------------- | -------- | ------------- | ------------ | --------------------------- | ----------------- |
| 1.  | 26 de abril de 2015 | Bucarest | Tierra batida | Marius Copil | Nicholas Monroe Artem Sitak | 3-6, 7-5, [17-15] |

## Títulos Challenger
| Leyenda               | Individuales | Dobles |
| --------------------- | ------------ | ------ |
| ATP Challenger Series | 8            | 4      |

### Individuales
| N.º | Fecha      | Torneo                      | Superficie    | Oponentes en la final | Resultado      |
| --- | ---------- | --------------------------- | ------------- | --------------------- | -------------- |
| 1.  | 15.06.2008 | Challenger de Sofía         | Tierra        | Franco Ferreiro       | 6–3, 6–0       |
| 2.  | 27.09.2009 | Challenger de Palermo       | Tierra batida | Albert Ramos-Viñolas  | 6–4, 6–4       |
| 3.  | 10.07.2011 | Challenger de San Benedetto | Tierra        | Stefano Galvani       | 7-5, 6-2       |
| 4.  | 28.08.2011 | Challenger de Manerbio      | Tierra        | Peter Gojowczyk       | 4–6, 7–64, 6–2 |
| 5.  | 12.08.2012 | Challenger de Sibiu         | Tierra        | Victor Hănescu        | 6-4, 7–6       |
| 6.  | 05.05.2013 | Challenger de Túnez         | Tierra        | Diego Schwartzman     | 4-6, 6-0, 6-2  |
| 7.  | 09.06.2013 | Challenger de Arad          | Tierra        | Marius Copil          | 6-4, 7-63      |
| 8.  | 10.08.2014 | Challenger de San Marino    | Tierra        | Antonio Veić          | 6-1, 6-0       |

### Dobles
| N.º | Fecha      | Torneo                   | Superficie | Compañero         | Oponentes en la final                | Resultado         |
| --- | ---------- | ------------------------ | ---------- | ----------------- | ------------------------------------ | ----------------- |
| 1.  | 27.08.2006 | Challenger de Manerbio   | Tierra     | Gabriel Moraru    | Michał Przysiężny Federico Torresi   | 6-3, 6-3          |
| 2.  | 18.07.2010 | Challenger de Rimini     | Tierra     | Giulio di Meo     | Juan Pablo Brzezicki Alexander Peya  | 7-66, 3-6, [10-7] |
| 3.  | 18.08.2014 | Challenger de Cordenons  | Tierra     | Potito Starace    | František Čermák Lukáš Dlouhý        | 6-2, 6-4          |
| 4.  | 06.09.2014 | Challenger de Brașov     | Tierra     | Daniele Giorgini  | Aslan Karatsev Valeri Rudnev         | 4-6, 7-64, 10-1   |
| 5.  | 27.09.2014 | Challenger de Sibiu      | Tierra     | Potito Starace    | Alexandru-Daniel Carpen Marius Copil | 7-5, 6-2          |
| 6.  | 16.01.2015 | Challenger de Casablanca | Tierra     | Laurynas Grigelis | Flavio Cipolla Alessandro Motti      | 3-6, 6-2, 10-5    |